# Yalakom Provincial Park
Der Yalakom Provincial Park ist ein 8941 Hektar großer Provincial Park in der kanadischen Provinz British Columbia. Der Park liegt etwa 60 Kilometer nordwestlich von Lillooet, jedoch schon im Cariboo Regional District.
Bei diesem Provincial Park handelt es sich um einen sogenannten Back Country Park. Diese haben üblicherweise keine direkte Anbindung an eine richtige Straße und sind nur über Schotterpisten oder gar nicht auf Straßen zu erreichen.

## Anlage
Der Park liegt, als Teil der Chilcotin Ranges, in der Camelsfoot Range am Rand des Interior Plateau. Er umfasst das noch sehr ursprüngliche Gebiet um den namensgebenden Fluss Yalakom und der Nine Mile Ridge.

## Geschichte
Der Park wurde erst im Jahr 2010 eingerichtet und ist einer der jüngsten Provincial Parks in British Columbia.

## Flora und Fauna
Das Ökosystem von British Columbia wird mit dem Biogeoclimatic Ecological Classification (BEC) Zoning System in verschiedene biogeoklimatische Zonen eingeteilt. Biogeoklimatische Zonen zeichnen sich durch ein grundsätzlich identisches oder sehr ähnliches Klima sowie gleiche oder sehr ähnliche biologische und geologische Voraussetzungen aus. Daraus resultiert in den jeweiligen Zonen dann auch ein sehr ähnlicher Bestand an Pflanzen und Tieren. Da der Park eher in der alpinen Zone (Alpine Tundra Zone) liegt, wachsen hier auch nur die dafür typischen Bäume. Verbreitete Vertreter sind die Felsengebirgs-Tanne, Berg-Hemlocktanne, Engelmann-Fichte, Weiß-Fichte und die Weißstämmige Kiefer.
Da die Gegend nur sehr dünn besiedelt ist, finden sich hier neben anderen weiter verbreiteten Tieren auch Schwarzbären und eine Unterart der Dickhornschafe (Ovis canadensis sierrae) sowie Grizzlybären. An Vögeln finden sich hier Schneehühner und Steinadler, aber auch Black-Rosy Finch, Leucosticte atrata (eine seltene Unterart der Schneegimpel).

## Aktivitäten
Der Park bietet Wanderern, Bergsteigern und anderen Outdoor-Sportlern eine Vielzahl von Möglichkeiten.
Der Park beinhaltet bisher noch keine festen Campingbereiche.